# Tilly and the Smugglers
Tilly and the Smugglers è un cortometraggio muto del 1911 diretto da Lewin Fitzhamon.

## Trama
Tilly e Sally aiutano i contrabbandieri, ma poi fanno venire la guardia costiera.

## Produzione
Il film fu prodotto dalla Hepworth.

## Distribuzione
Distribuito dalla Hepworth, il film - un cortometraggio di 190 metri - uscì nelle sale cinematografiche britanniche nel dicembre 1911.
Si conoscono pochi dati del film che, prodotto dalla Hepworth, fu distrutto nel 1924 dallo stesso produttore, Cecil M. Hepworth. Fallito, in gravissime difficoltà finanziarie, il produttore pensò in questo modo di poter almeno recuperare il nitrato d'argento della pellicola.